# Oakland Arena
Die Oakland Arena ist eine Mehrzweckhalle in der US-amerikanischen Stadt Oakland im Bundesstaat Kalifornien.

## Geschichte
Die Arena war seit der Eröffnung 1966, mit kurzen Unterbrechungen, der Austragungsort der Heimspiele der Golden State Warriors aus der National Basketball Association (NBA). Mit der damaligen Oakland Coliseum Arena wurde in direkter Nachbarschaft das heutige RingCentral Coliseum errichtet. Die Oakland Arena bietet 19.596 Sitzplätze bei Basketball-Spielen und 17.200 Sitzplätze für Eishockey-Partien. Die größte Zuschauerzahl wurde mit 20.679 beim vierten Halbfinalspiel der Western Conference am 13. Mai 2007 erreicht, das die Warriors mit 101:115 gegen die Utah Jazz verloren. Neben der Nutzung als Sportstätte wird die Arena auch für Konzerte genutzt. So traten unter anderem Aerosmith, Bruce Springsteen, Judas Priest, Madonna, Nirvana, Pink Floyd, Prince, The Rolling Stones und U2 hier auf.
Mit der Eröffnung des Chase Center (18.064 Plätze) am 6. September 2019, werden die Warriors die moderne Arena in San Francisco nutzen. Ihr erstes Spiel werden sie dort am 5. Oktober in der Preseason gegen die Los Angeles Lakers bestreiten. Am 8. April 2019 trugen die Golden State Warriors ihre letzte Partie der Regular Season in der alten Spielstätte aus. Die Hausherren bezwangen die Los Angeles Clippers klar mit 131:104. Die letzten 332 Begegnungen in der Oracle Arena waren ausverkauft. Es folgen noch die Play-off-Spiele. Nach 47 Spielzeiten in Oakland werden die Warriors zur neuen Saison nach San Francisco zurückkehren.
Nach dem Auslaufen des Sponsorvertrags trägt die Halle seit Anfang September 2019 wieder den Namen Oakland Arena.

## Galerie

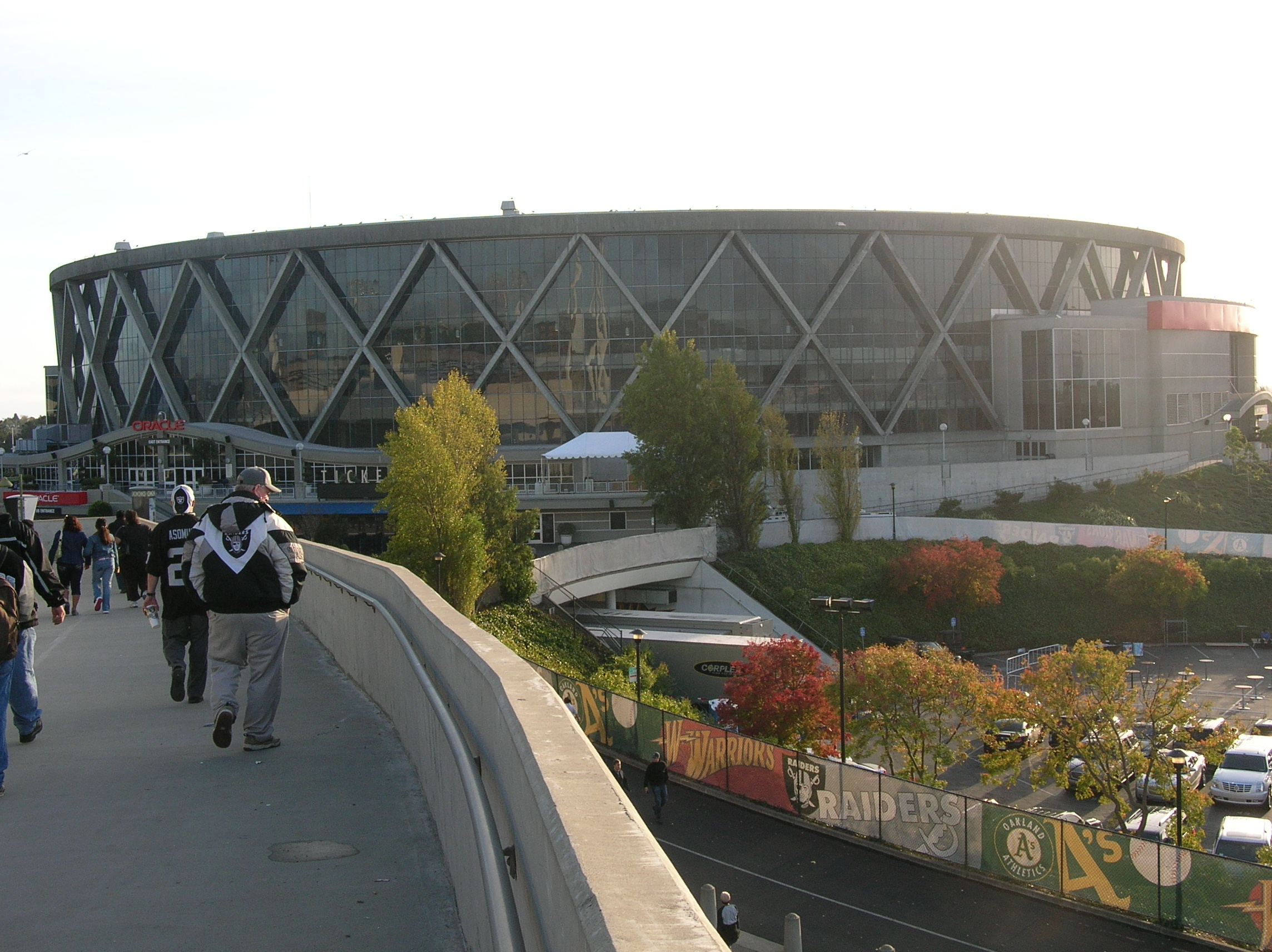
Außenansicht
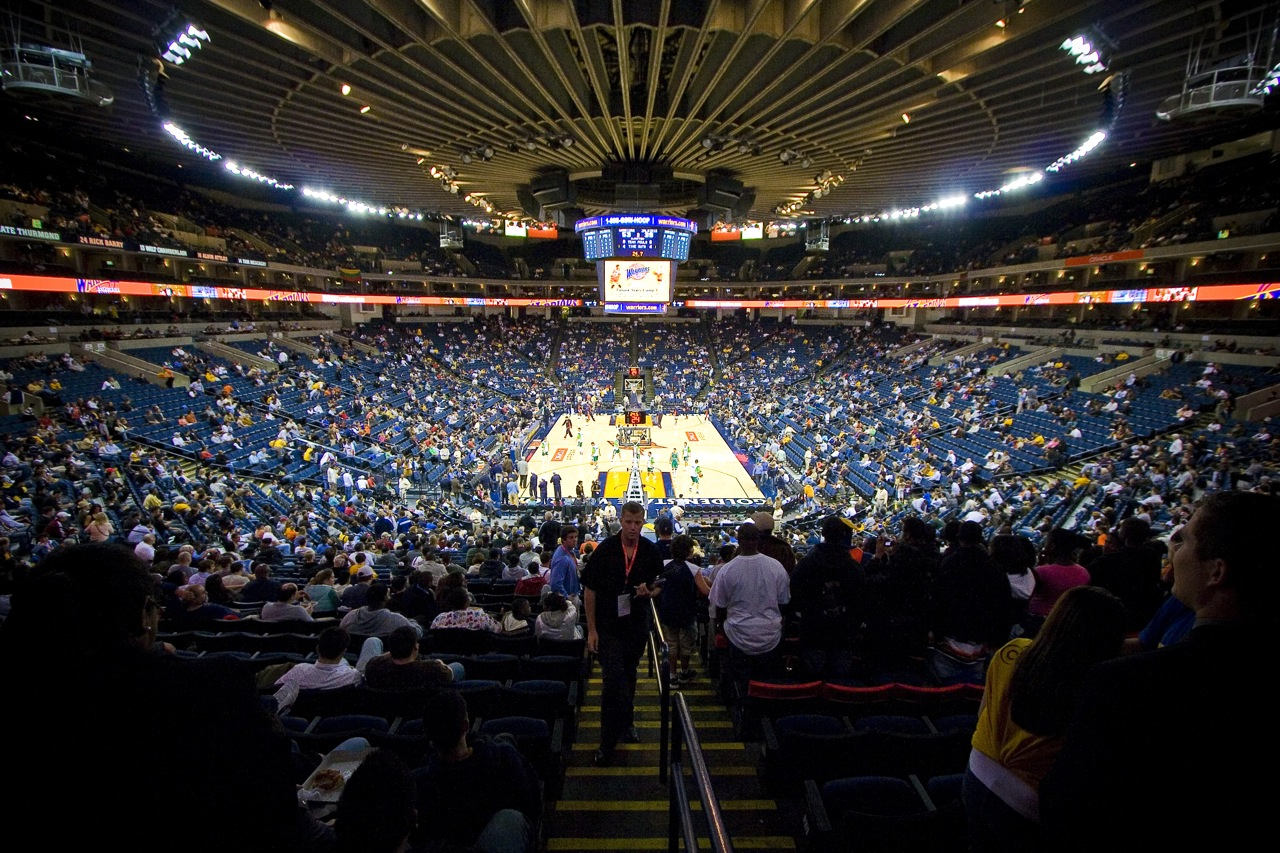
Innenraum-Panorama
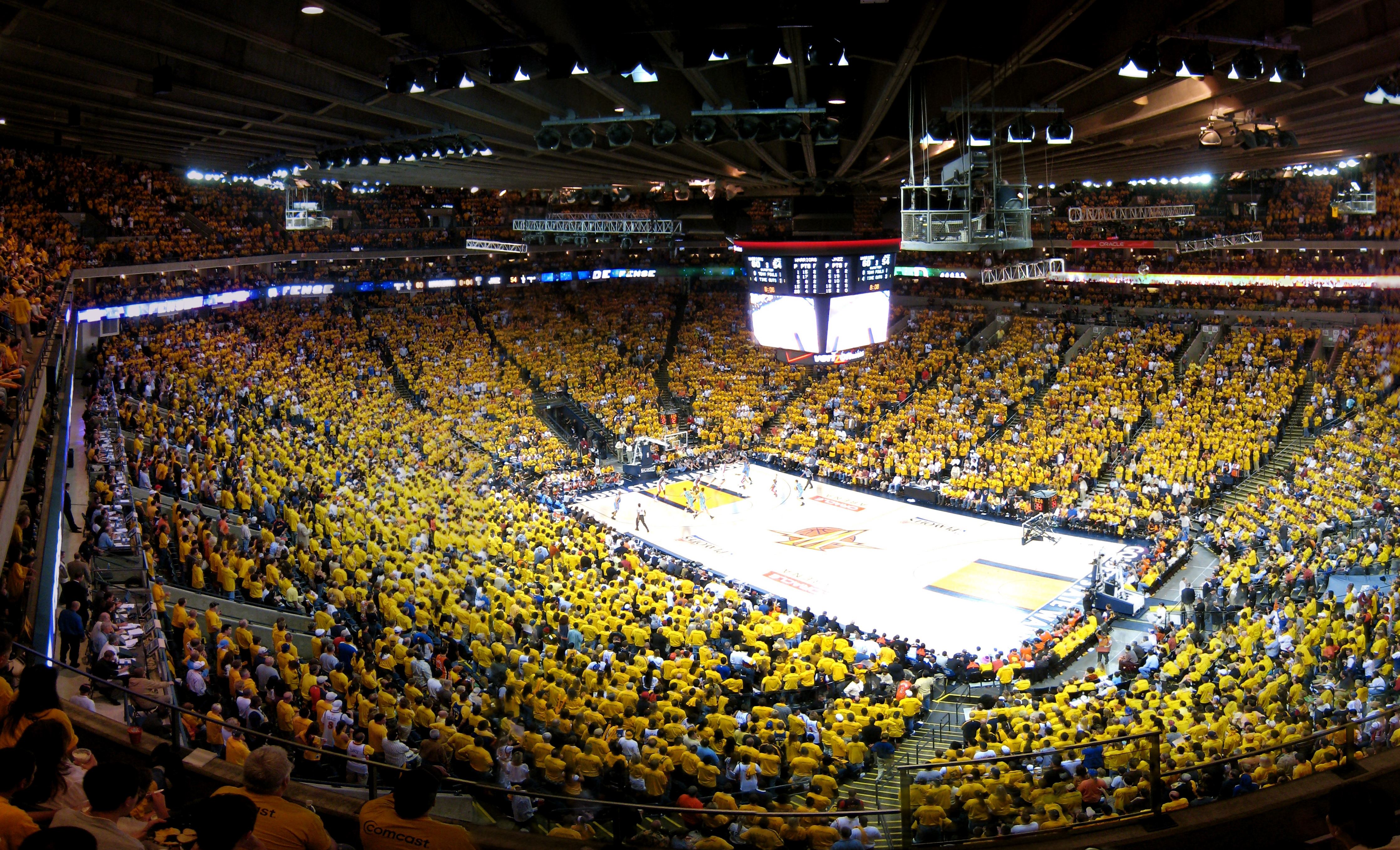
Die Arena während eines Play-off-Spiels der Golden State Warriors
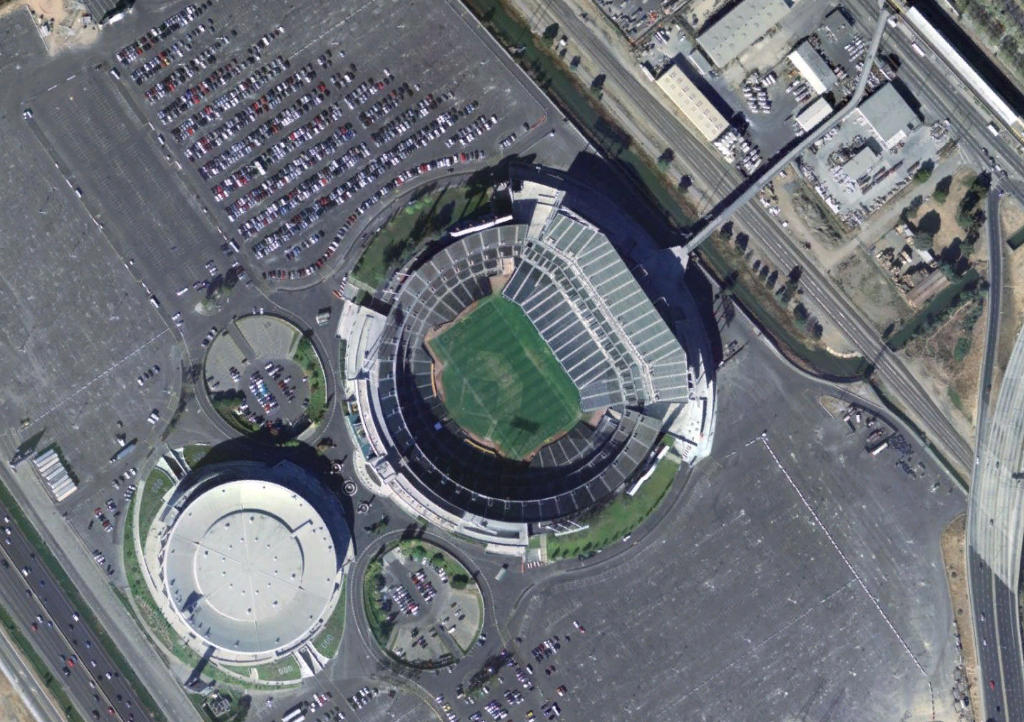
Die Oakland Arena (links) und daneben das RingCentral Coliseum, in der die Oakland Athletics (MLB) ihre Spiele austragen. Bis zur Saison 2020 und dem Umzug nach Las Vegas war es auch die Heimstätte der Oakland Raiders (NFL).
Das alte Logo der Oracle Arena (bis 2019)